# Szeroka (Białoruś)
Szeroka (biał. Шырокае, Szyrokaje; ros. Широкое, Szyrokoje) – wieś na Białorusi, w obwodzie grodzieńskim, w rejonie lidzkim, w sielsowiecie Trzeciakowce, przy linii kolejowej Lida – Mosty. Od wschodu i północy graniczy z Lidą.

## Historia
W XIX i w początkach XX w. położona była w Rosji, w guberni wileńskiej, w powiecie lidzkim, w gminie Lida. W 1890 była własnością skarbową.
W dwudziestoleciu międzywojennym leżała w Polsce, w województwie nowogródzkim, w powiecie lidzkim, w gminie Lida. W 1921 miejscowość liczyła 15 mieszkańców, zamieszkałych w 4 budynkach, wyłącznie Polaków wyznania rzymskokatolickiego.
Po II wojnie światowej w granicach Związku Sowieckiego. Od 1991 w niepodległej Białorusi.